# 藤井美波
藤井 美波（ふじい みなみ、5月24日 - ）は、日本の女性声優。アーツビジョン所属。京都府出身。

## 来歴
小学生の頃、国語の授業で教師に朗読を褒めてもらい「声優さんになれるね」と言ってくれたことから声優を目指した。
アミューズメントメディア総合学院、日本ナレーション演技研究所出身。

## 人物
方言は大阪弁、京都弁。
趣味・特技は寺社巡り、香作り、タロット占い、ゲーム、アクセサリー作り。

## 出演
太字はメインキャラクター。

### テレビアニメ
2011年
- 君と僕。（2011年 - 2012年、男の子①、りさ）- 2シリーズ

2013年
- ガンダムビルドファイターズ（2013年 - 2014年、ヤサカ・マオ）

2014年
- selector infected WIXOSS（女子生徒）
- ポケットモンスター XY（2014年 - 2016年、トロバ）- 2シリーズ

2018年
- うちのウッチョパス（オッペケペー）
- 京都寺町三条のホームズ（川瀬圭子）

2024年
- 青の祓魔師 雪ノ果篇（志摩弓）

### 劇場アニメ
- ガラスのうさぎ（2005年、女生徒）

### Webアニメ
- ガンダムビルドファイターズ GMの逆襲（2017年、ヤサカ・マオ）

### ゲーム
2007年
- ソウルクレイドル 世界を喰らう者（ピネ）

2009年
- パズル -ぼくらの48時間戦争-（神田仁美）
- ファイナルファンタジーXIII
- ワンダーキング

2011年
- 太鼓の達人Wii 決定版（フウガ、ミライ、アラシ）

2013年
- Shadow of Eclipse（リーリエ）
- わグルま!（バフォメット、ババ）

2014年
- 妖怪百姫たん!（2014年 - 2015年、白虎、狐火、朱雀）
- 戦国X（恭雲院）
- 妖女大戦

2015年
- カレイドイヴ
- 封印勇者！マイン島と空の迷宮（ヘロン、テッドリー、シスカ）

2016年
- メダロット ガールズミッション（坂田リコ）

2019年
- 機動戦士ガンダム エクストリームバーサス2（2019年 - 2025年、ヤサカ・マオ） - 4作品
- リング☆ドリーム 女子プロレス大戦（フランシス・Ｊ）

2021年
- 蒼藍の誓い ブルーオース（ボルチモア、サンディエゴ）
- アズールレーン（マイレ・ブレゼ）

2022年
- 夢職人と忘れじの黒い妖精（リンドウ）

2023年
- レッド:プライドオブエデン（モミジ）

2024年
- 機動戦士ガンダム アーセナルベース（ヤサカ・マオ）

### 吹き替え
- かみさまへのてがみ（タイラー〈タナー・マグワイア〉）
- Dr.HOUSE シーズン4（ジョディ、双子B）
- ミディアム 霊能者アリソン・デュボア シーズン4（ジョーイ・カーマイケル、テディ・カーマイケル）

### ナレーション
- ハネスロ リラックマ PV
- まめしばぶらざーずちょこ PV

### ドラマCD
- あやかし緋扇（桜咲さくら）※コミックス第8、9巻ドラマCD付き特装版、Sho‐comi通販限定ドラマCD
- 知ってるよ
- 素顔の君をあいしてる（女子生徒）
- 腐男子クンのハニーデイズ（有馬一華）

### ノベルソフト
- ライフウィズアイドル（ラミ）

### パチスロ
- 赤ドン 雅（凛花）
- 凄忍（クイーン）
- ハネスロ リラックマ
- Holy crown（クリス・セントルイス）

### ラジオ
- 岩田光央・鈴村健一 スウィートイグニッション（アシスタントパーソナリティ）

#### ラジオドラマ
- 青春アドベンチャー 江戸川乱歩作「黒蜥蜴」（岩瀬早苗、桜山葉子）‐ NHK-FM 2009年5月11日‐15日

### テレビ番組
- あしたをつかめ〜しごともくらしも〜（NHKEテレ、2014年3月17日）[25]
- ニノさん（日本テレビ、2014年9月14日放送分に顔出しで出演）…悲しみランキング「声は可愛いのに見た目は残念なこと」2位

### シリーズ一覧
1. ↑  第1期（2011年）、第2期『2』（2012年）
2. ↑  『XY』（2014年 - 2015年）、『XY&Z』（2016年）
3. ↑  『エクストリームバーサス2』（2019年）、『クロスブースト』（2021年）、『オーバーブースト』（2023年）、『インフィニットブースト』（2025年）